# Mysateles meridionalis
Mysateles meridionalis là một loài động vật có vú trong họ Capromyidae, bộ Gặm nhấm. Loài này được Varona mô tả năm 1986. Đây là loài đặc hữu thuộc khu rừng ẩm đất thấp trên đảo Isla de la Juventud ở Cuba. Loài này đang bị đe dọa do mất môi trường sống và được coi là loài cực kỳ nguy cấp theo Sách đỏ IUCN.